# Edward Toms
Pour les articles homonymes, voir Toms.
Edward James Toms (né le 11 décembre 1899 à Uxbridge et décédé le 2 janvier 1971 à Wareham) est un athlète britannique spécialiste du 400 mètres. Il était licencié au Queens Park Harriers.

## Biographie

### Palmarès
| Date | Compétition           | Lieu  | Résultat | Épreuve   | Performance  |
| ---- | --------------------- | ----- | -------- | --------- | ------------ |
| 1924 | Jeux olympiques d'été | Paris | 3e       | 4 × 400 m | 3 min 17 s 4 |

### Records
| Épreuve   | Performance | Lieu | Date |
| --------- | ----------- | ---- | ---- |
| 440 yards | 50 s 0      |      | 1924 |